# Тайник сердцевидный
Та́йник сердцеви́дный (лат. Listéra cordáta) — вид рода Тайник семейства Орхидные.

## Ареал
Ареал — районы с умеренным климатом Европы и Северной Америки, на севере встречается в тундровых районах Евразии и в Гренландии. Предпочитает влажные затенённые места, в основном в лесной зоне. В горах может произрастать до высоты 2000 м (в южной части ареала).

## Ботаническое описание

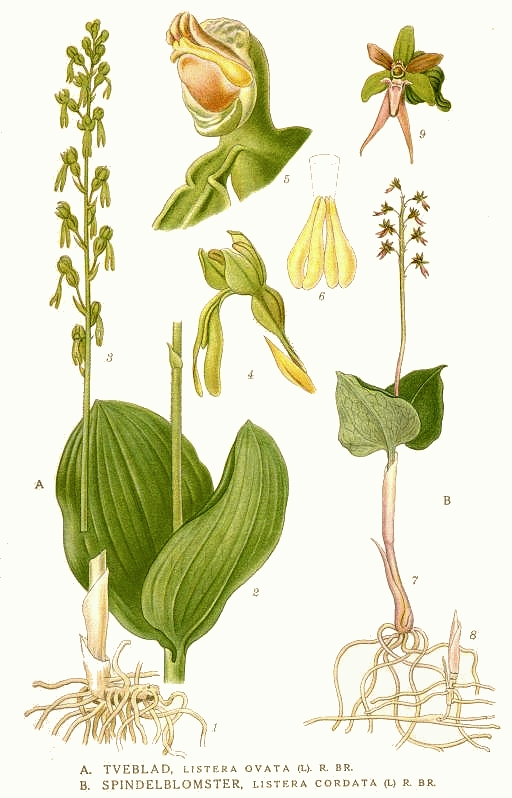
Сравнение строения тайников сердцевидного (В) и овального (А).

Тайник сердцевидный — травянистое растение.
Листья супротивные, сердцевидной формы.
Корневище ползучее.
Цветки мелкие, жёлто-зелёные, собраны в многоцветковые соцветия, расположенные на конце стебля высотой 25—60 см.

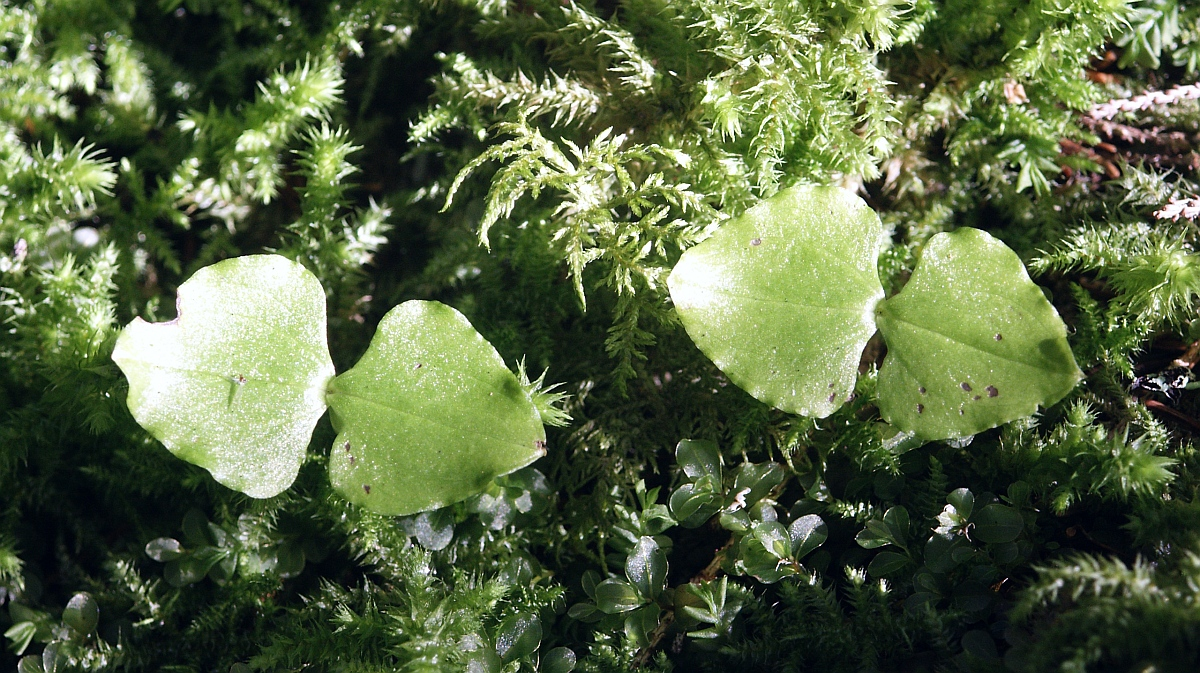
Листья Listera cordata имеют сердцевидную форму

Плод — коробочка.